# Endecatomus lanatus
Endecatomus lanatus är en skalbaggsart som först beskrevs av Pierre Lesne 1934.  Endecatomus lanatus ingår i släktet Endecatomus och familjen kapuschongbaggar. Inga underarter finns listade i Catalogue of Life.